# Ли (округ, Флорида)
Ли (англ. Lee county) — округ штата Флорида Соединённых Штатов Америки. На 2000 год в нем проживало 440 888 человек. По оценке бюро переписи населения США в 2008 году население округа составляло 593 136 человек. Окружным центром является город Форт-Майерс, а крупнейшим городом Кейп-Корал.

## История
Округ Ли был сформирован в 1887 году из части округа Монро. Он был назван в честь Роберта Ли, генерала конфедератов во время гражданской войны.

## География
Округ расположен в юго-западной части штата, примерно в 200 км как от города Тампа, так и от Майами. Граничит с округами: Хендри (на востоке), Коллиер (на юго-востоке), Глейдс (на северо-востоке) и Шарлотт (на севере). На западе омывается водами Мексиканского залива.

## Население
По данным переписи 2000 года население округа составляет 440 888 человек.  Расовый состав: белые – 87,69%; афроамериканцы – 6,59%; азиаты – 0,77%; коренные американцы – 0,28%; океанийцы – 0,05%; другие расы – 3,07%; представители двух и более рас – 1,55%. Английский является родным для 86,7% населения; испанский – для 8,7%; немецкий – для 1,1%.
Возрастная структура: до 18 лет: 19,6%; от 18 до 24 лет: 6,2%; от 25 до 44 лет: 24%; от 45 до 64 лет: 24,8%; старше 64 лет – 25,4%. Средний возраст населения – 45 лет. На каждые 100 женщин приходится 95,6 мужчин.
Динамика роста населения:
- 1940: 	17 488	чел.
- 1950: 	23 404	чел.
- 1960: 	54 539	чел.
- 1970: 	105 216 чел.
- 1980: 	205 266 чел.
- 1990: 	335 113 чел.
- 2000: 	440 888 чел.
- 2010: 	618 754 чел.